# Harry Game
Harry Game (27 september 1923 – 26 maart 2017) was een Engels voetbalcoach. Hij is (anno 2019) de jongste trainer ooit die in België een landstitel én een Beker van België won.

## Carrière
De trainersmicrobe had Game al vroeg te pakken: tijdens de Tweede Wereldoorlog gaf hij als jonge militair fysieke trainingen bij de Royal Air Force. Na de oorlog volgde hij trainerscursussen, en op 26-jarige leeftijd werd hij trainer van de Griekse topclub Panathinaikos FC. In zijn derde seizoen werd hij met de club landskampioen.
Na drie jaar in Griekenland wilde Games vrouw echter dat haar echtgenoot dichter bij huis kwam werken. Game ging daarop in 1953 aan de slag bij Antwerp FC. In zijn tweede seizoen schreef hij daar geschiedenis door voor het eerst in de clubgeschiedenis de Beker van België te winnen. Twee jaar later maakte Game zich nóg onsterfelijker op de Bosuil door kampioen te worden met Antwerp. De landstitel van 1956/57 is tot op heden de op één na laatste titel in de clubgeschiedenis. 
In 1960 ging Game in op het aanbod van zijn ex-club Panathinaikos om terug te keren. Tijdens zijn tweede passage bij de club werd hij nog eens twee keer landskampioen. Game verliet de club opnieuw na drie seizoenen.
Ook bij Antwerp ging hij een tweede ambtstermijn aan: de club haalde hem terug nadat het in het seizoen 1964/65 op een dramatische dertiende plaats was geëindigd. Game zorgde aanvankelijk voor beterschap met een tiende en een vijfde plaats, maar in het derde seizoen van zijn tweede passage op de Bosuil degradeerde Antwerp voor het eerst in haar bestaan uit Eerste klasse. Game nam hierop ontslag en zette een punt achter zijn trainersloopbaan.
Game overleed op 26 maart 2017 op 93-jarige leeftijd na een korte ziekte. 

## Erelijst

### Als trainer
Panathinaikos FC
- Grieks landskampioen: 1952/53, 1960/61, 1961/62

 Antwerp FC
- Belgisch landskampioen: 1956/57
- Beker van België: 1954/55